# Vattrad härmtrast
Vattrad härmtrast (Allenia fusca) är en fågel i familjen härmtrastar inom ordningen tättingar.

## Utseende och läte
Vattrad härmtrast är en brunfärgad härmtrast med kort och mörk näbb och tvärbandad undersida. Sången består av en tydlig serie med ljusa gnissliga ljud och mörkare visslingar. Vanligaste lätet är ett ljust och tunt visslande. 

## Utbredning och systematik
Vattrad härmtrast placeras som ensam art i släktet Allenia. Den förekommer i Små Antillerna och delas upp i fem underarter med följande utbredning:
- A. f. atlantica – Barbados
- A. f. hypenema – norra Små Antillerna
- A. f. schwartzi – Saint Lucia
- A. f. vincenti – Saint Vincent
- A. f. fusca – Dominica till Grenada

## Levnadssätt
Vattrad härmtrast hittas i skogsområden. Där lever den mestadels av frukt. 

## Status
Arten har ett stort utbredningsområde och IUCN kategoriserar arten som livskraftig. Populationsutvecklingen är dock oklar.